# Wharton-Becken

Tiefenkarte des Wharton-Beckens im Indischen Ozean

Das Wharton-Becken (Wharton-Basin) ist ein Meerestief im Östlichen Teil des Indischen Ozeans. 

## Geografie
Innerhalb des Ostindik liegt das Wharton-Becken in nordwestlicher Richtung rund 2000 km entfernt von der australischen Stadt Perth. 
Es befindet sich zwischen dem 10. und dem 25. südlichen Breitengrad sowie dem 95. und dem 110. östlichen Längengrad.
Das Wharton-Becken ist maximal 6000 m tief.